# Mohamed Bamba (football)
Pour les articles homonymes, voir Bamba et Mohamed Bamba.
Mohamed Bamba, né le 10 décembre 2001 à Bouaké en Côte d'Ivoire, est un footballeur international ivoirien qui évolue au poste d'avant-centre au FC Lorient. Il possède également la nationalité guinéenne.

## Biographie

### En club

#### Débuts et formation
Né dans la ville de Bouaké en Côte d'Ivoire, d'un père ivoirien et d'une mère guinéenne, Mohamed Bamba fait sa formation dans sa ville natale, le Bouaké FC. Alors qu'il n'a jamais l'occasion de jouer dans l'équipe première, il est repéré par le club israélien de Hapoël Rishon LeZion avec qui il signe à l'hiver 2020.

#### Hapoël Rishon LeZion
Il connaît des débuts assez compliqués à son arrivée avec 14 matchs disputés avec son nouveau club (évoluant alors en deuxième division israélienne, qu'on appelle aussi Liga Leumit) où il n'est titularisé qu'à 5 reprises en ne marquant pas le moindre but. La saison suivante se montre déjà un peu plus convaincante avec 7 buts inscrits en 27 matchs, dont un doublé contre le club du Beitar Tel Aviv Bat Yam lors d'une journée de championnat, le 26 avril 2021, l'aidant à s'imposer sur le score de 3 buts à 2. La saison 2021-2022 est moins facile avec 3 buts marqués en 23 matchs. Mais la prochaine saison se conclut de la meilleure des manières pour l'ivoirien, avec 20 buts inscrits en 37 matchs, dont un triplé marquant contre le Hapoël Afula, le 14 avril 2023. Cette saison lui permet de finir meilleur buteur du championnat.

#### Wolfsberger AC
Son excellente saison permet à l'avant-centre de s'engager avec le club de Wolfsberger AC, le 28 juillet 2023. Ses débuts en Bundesliga se font remarquer avec 5 buts inscrits sur ses 7 premiers matchs de championnat, dont un doublé contre le Rapid Vienne après un match nul (3-3), le 17 septembre 2023. Il finit la première partie de saison avec un total de 8 buts marqués et 2 passes décisives délivrées en 17 matchs toutes compétitions confondues.

#### FC Lorient
Son passage en Autriche n'est que de courte durée. Le 26 janvier 2024, il s'engage avec le club de Ligue 1 du FC Lorient pour quatre ans et demi pour un montant estimé à 3,5 millions d'euros. Il se fait remarquer dès sa première apparition sous le maillot lorientais, le 28 janvier 2024, inscrivant un but dans les derniers instants d'un match de championnat contre Le Havre AC (19e journée, 3-3). Il devient le premier joueur à trouver le chemin des filets lors de chacune de ses quatre premières rencontres de Ligue 1 depuis Giora Spiegel en octobre 1973. Le 24 février, sa série prend fin face à Nantes où son équipe s'incline (23e journée, défaite 0-1). Malgré son apport sur la deuxième partie de saison (16 apparitions, 14 titularisations, 8 buts inscrits, 3 passes décisives délivrées), le FC Lorient ne parvient pas à se maintenir et est relégué en Ligue 2 pour la saison 2024-2025.
Durant le mercato estival, le club breton repousse des offres de Getafe et de Sunderland, entraîné alors par Régis Le Bris,. Blessé à l'adducteur, il manque les premières rencontres de championnat. Pour son premier match de la saison, il délivre une passe décisive à Sambou Soumano pour le but de la victoire face au Red Star (4e journée, victoire 2-1). Une semaine plus tard, il ouvre son compteur but sur la pelouse du FC Metz (5e journée, 1-1). Le 1er novembre, gêné à la cuisse, il sort 11 minutes après son entrée en jeu à Clermont (12e journée, défaite 2-1).

### En sélection
Éligible à la fois avec la Côte d'Ivoire et la Guinée, il découvre la Côte d'Ivoire olympique le 21 novembre 2023 lors d'un match contre l'Irak olympique. Son équipe s'impose sur le score de 4 à 0 et Mohamed Bamba marque le 1er but du match.

## Statistiques
| Saison                | Club                  | Championnat           | Championnat | Championnat | Championnat | Coupe(s) nationale(s) | Coupe(s) nationale(s) | Coupe(s) nationale(s) | Autres compétitions | Autres compétitions | Autres compétitions | Autres compétitions | Total | Total | Total |
| Saison                | Club                  | Division              | M.          | B.          | P.d.        | M.                    | B.                    | P.d.                  | Comp.               | M.                  | B.                  | P.d.                | M.    | B.    | P.d.  |
| 2019-2020             | Hapoël Rishon LeZion  | Liga Leumit           | 14          | 0           | 1           | -                     | -                     | -                     | -                   | -                   | -                   | -                   | 14    | 0     | 1     |
| 2020-2021             | Hapoël Rishon LeZion  | Liga Leumit           | 27          | 7           | 4           | -                     | -                     | -                     | -                   | -                   | -                   | -                   | 27    | 7     | 4     |
| 2021-2022             | Hapoël Rishon LeZion  | Liga Leumit           | 21          | 3           | 1           | 1                     | 0                     | 0                     | BR                  | 1                   | 0                   | 0                   | 23    | 3     | 1     |
| 2022-2023             | Hapoël Rishon LeZion  | Liga Leumit           | 36          | 20          | 4           | 1                     | 0                     | 0                     | -                   | -                   | -                   | -                   | 37    | 20    | 4     |
| Sous-total            | Sous-total            | Sous-total            | 98          | 30          | 10          | 2                     | 0                     | 0                     | -                   | 1                   | 0                   | 0                   | 101   | 30    | 10    |
| 2023-2024             | Wolfsberger AC        | Bundesliga            | 15          | 6           | 1           | 2                     | 2                     | 1                     | -                   | -                   | -                   | -                   | 17    | 8     | 2     |
| 2023-2024             | FC Lorient            | Ligue 1               | 16          | 8           | 3           | -                     | -                     | -                     | -                   | -                   | -                   | -                   | 16    | 8     | 3     |
| 2024-2025             | FC Lorient            | Ligue 2               | 18          | 3           | 6           | -                     | -                     | -                     | -                   | -                   | -                   | -                   | 18    | 3     | 6     |
| 2025-2026             | FC Lorient            | Ligue 1               | -           | -           | -           | -                     | -                     | -                     | -                   | -                   | -                   | -                   | 0     | 0     | 0     |
| Sous-total            | Sous-total            | Sous-total            | 34          | 11          | 9           | -                     | -                     | -                     | -                   | -                   | -                   | -                   | 34    | 11    | 9     |
| Total sur la carrière | Total sur la carrière | Total sur la carrière | 147         | 47          | 20          | 4                     | 2                     | 1                     | -                   | 1                   | 0                   | 0                   | 152   | 49    | 21    |

## Palmarès

### En club
Il est champion de Ligue 2 en 2025 avec le FC Lorient. 

### Distinctions individuelles
Il est meilleurs buteurs du championnat israélien lors de la saison 2022-2023 avec 20 buts.